# Somogyapáti
Somogyapáti (horvátul: Opat) egy Baranya vármegyei község a Szigetvári járásban. Körjegyzőségi, szűkebb környezetében szolgáltatási központ.

## Fekvése és tagtelepülései
Baranya nyugati-északnyugati részében helyezkedik el, közel a baranyai-somogyi megyehatárhoz. Központján áthalad a Szigetvár-Kadarkút közti 6607-es út, amelyből itt ágazik ki Somogyhárságy-Vásárosbéc felé a 66 125-ös út. Szomszédai északon Somogyviszló és Vásárosbéc, keleten Csertő, délkeleten Basal, délen Patapoklosi, délnyugaton Merenye, északnyugaton pedig Somogyhatvan.
Földrajzi értelemben a Zselichez tartozik. A települést átszeli a Keleti-Gyöngyös nevű patak; ennek keleti oldalán található maga Somogyapáti, tőle nyugatra pedig a hozzácsatolt Adorjánpuszta. A település része még az ezektől északra fekvő Dióspuszta nevű szórvány; ennek még ma is lakott részei maga Dióspuszta, illetve Hitmes(puszta) és Zimány. Szőlőhegye Készenvár.

### Közlekedési helyzete
Közúti távolsága Szigetvártól északnyugatra 7, Pécstől nyugatra 42 km; Kaposvártól délre 46 km. Területén számozott főút nem vezet keresztül, Budapest és Pécs felől a 6-os, Kaposvárról pedig a 67-es főúton közelíthető meg. A település átmenő forgalma jelentős, mivel a rajta átvezetett út – Barcs és Kaposvár kikerülésével, rövidebb nyomvonalon – elvezeti a Pécs, illetve Keszthely és Nagykanizsa között közlekedőket. Kisebb forgalmat generál, de említésre méltó, hogy Vásárosbéc, Magyarlukafa, Somogyhárságy és Somogyviszló egy körútra vannak felfűzve, s ezen műút három bekötőpontjából kettő a falu területére esik, elvezetve ezen települések Szigetvár és a Kadarkút felől érkező forgalmát.
A viszonylag nagy átmenő forgalom miatt Somogyapáti tömegközlekedési helyzete a környékbeli falvakéhoz képest kedvezőbb, hiszen a Szigetvár és Kadarkút vagy Somogyviszló között közlekedő buszjáratok is érintik. Ugyanakkor Adorján helyzete kedvezőtlenebb, mivel a viszlai járatok nem érintik, a távolságiaknak (Pécs-Nagykanizsa) pedig nem megállóhelye. Dióspuszta településrészt elszigetelt fekvése miatt menetrendszerű buszjáratok alig érintik. A helyközi közlekedést a Volánbusz bonyolítja le. A közlekedési helyzetet javítják a település, illetve a helyi iskola saját tulajdonú autóbuszai, összesen három darab.
Vasútvonal nem érinti.

## Közélete

### Polgármesterei
- 1990–1994: Bognár József (Agrárszövetség)[13]
- 1994–1998: Mezei Nándor (független)[14]
- 1998–2002: Mezei Nándor (független)[15]
- 2002–2006: Kis Péter (független)[16]
- 2006–2010: Kis Péter Zoltán (független)[17]
- 2010–2014: Kis Péter Zoltán (független)[18]
- 2014–2019: Kis Péter Zoltán (független)[19]
- 2019–2024: Kis Péter Zoltán (független)[20]
- 2024– : Kis Péter Zoltán (független)[1]

## Szolgáltatások, infrastruktúra
A település szűkebb környezetében szolgáltatási központ, területén körjegyzőség, teleház, művelődési ház, fiókgyógyszertár, orvosi rendelő, védőnői körzeti központ, rendőrségi körzeti megbízotti iroda, takarékszövetkezeti iroda, falugondnoki szolgálat, vegyesbolt, italbolt, sportpálya, lőtér, játszótér, óvoda, illetve alsó és felső tagozatos általános iskola működik. Ez utóbbi épületeiben foglal helyet a 10 000 kötetes könyvtár és a családsegítő és gyermekjóléti szolgálat mikrotérségi központja. Az iskola fő vonzásterülete Basal, Patapoklosi, Somogyhatvan, Somogyviszló és Vásárosbéc, művészeti oktatást, napközi és tanulószobai ellátást biztosít, illetve minden évfolyamon cigány kisebbségi oktatást is folytat. 2007-ben 185 diákja volt. Az óvoda, az iskola, a könyvtár és a gyermekjóléti szolgálat az Általános Művelődési Központ neve alatt egyesül, fenntartója 2007. július 1-je óta a Szigetvár - Dél-Zselic Többcélú Társulás.
A teleház délelőttönként postai felvevőhelyként is szolgál, amióta a kistelepülési postahivatalokat országosan bezárták.
A település körjegyzősége alá tartoznak Basal, Patapoklosi, Somogyhatvan és Somogyviszló települések, míg háziorvosi körzetét Basal, Patapoklosi és Somogyhatvan alkotja. A körzeti orvosi rendelőn kívül egy magánrendelő is működik a faluban. A fiókgyógyszertár a művelődési házban kapott helyet.
A somogyapáti székhelyű Szent László Plébánia a Barcsi Esperesi Kerülethez tartozik és további 8 település (10 filia) hitéletével foglalkozik.
A helyi Tógazda Vadásztársaság vadászházat tart fenn a halastó szomszédságában. Dióspusztán 6 személy fogadására alkalmas kulcsosház áll.

## Helytörténet
A település és környéke már ősidők óta lakott helynek számít. Területén csiszolt kőeszközök, az ie. 4000-2800 között élt, úgynevezett vonaldíszes kerámia népének kerámiatöredékei, és a lengyeli kultúra idejéből származó leletek kerültek elő a földből.
Somogyapáti neve 1322-ben fordul elő először az oklevelekben, Apáti néven.
A török hódoltság alatt egy időre elnéptelenedett. A 18. században népesült újra, részben szláv családokkal.
Az 1950-es megyerendezéssel a korábban a somogyi vármegyéhez tartozó települést a Szigetvári járás részeként Baranyához csatolták.
A falu 1999-ben testvértelepülési szerződést kötött Körtvélyfájával. A települések kölcsönösen kopjafákat emeltek egymás tiszteletére.

### Etimológia
Az eredetileg Apáthi nevű falut később illették Almásapáti, illetve Szigetapáti nevek alatt is az Almás-patakhoz, illetve Szigetvárhoz való közelsége miatt. 1908-ban hivatalosan is megkapta a postai kézbesítés során – Somogy-Apáti írásmódban – már korábban is használt jelenlegi nevét. A jelenlegi településnév előtagja a település egykori megyei hovatartozására (Somogy), utótagja pedig arra utal, hogy egykor – feltehetőleg a 14. századtól kezdve – apátsági birtok volt. (Az apátság maga valószínűleg Adorjánpuszta helyén állhatott.)

## Címere
A címerpajzs álló, homorú tetejű, balharánt felezett mezejű, felső oldalának alapszíne bordó, az alsóé kék. A mezőben egy aranyszínű, jobbra forduló oroszlán három darab, hosszú szárú, arany búzakalászt tart bal mancsával. A sisakdísz helyén nagykapitális „Somogyapáti” felirat található, a pajzs többi oldalát aranyszínű, indás-barokkos díszítés kíséri.

## Lakossága
A község 1850-ben református többségű, katolikus kisebbséggel, mára ez a visszájára fordult. Adorjánban 34 fő, Dióspusztán 10 fő fizet évenkénti egyházi hozzájárulást a katolikusoknak.
Lakosainak száma a 2008-as adatok szerint 562 fő.
A település népességének változása:
| Lakosok száma | 486  | 480  | 483  | 469  | 462  | 470  | 475  | 478  |
|               | 2013 | 2014 | 2015 | 2019 | 2021 | 2022 | 2023 | 2024 |

A 2011-es népszámlálás során a lakosok 88,5%-a magyarnak, 0,4% bolgárnak, 15,6% cigánynak, 0,6% horvátnak, 2,3% németnek mondta magát (11,1% nem nyilatkozott; a kettős identitások miatt a végösszeg nagyobb lehet 100%-nál). A vallási megoszlás a következő volt: római katolikus 43,7%, református 4,7%, evangélikus 0,4%, görögkatolikus 0,4%, felekezeten kívüli 20,7% (29,9% nem nyilatkozott).
2022-ben a lakosság 89,4%-a vallotta magát magyarnak, 5,5% cigánynak, 0,4% németnek, 0,2% horvátnak, 3,2% egyéb, nem hazai nemzetiségűnek (9,1% nem nyilatkozott; a kettős identitások miatt a végösszeg nagyobb lehet 100%-nál). Vallásuk szerint 29,6% volt római katolikus, 5,1% református, 0,4% görög katolikus, 0,2% evangélikus, 0,2% izraelita, 1,1% egyéb keresztény, 0,9% egyéb katolikus, 13,2% felekezeten kívüli (49,4% nem válaszolt).

## Nevezetességei

### Egyházi épületek
A falu központjában áll a Szent László nevét viselő római katolikus templom. Barokk stílusú; szentélyét 1777-ben, hajóját a 19., míg tornyát a 20. században építették. Karzatán orgona foglal helyet. Kertjében Nepomuki Szent János és Szent József 18. századból való szobrai állnak. Búcsúját június 27-én tartják.
A családi házból átalakított, 1953-ra elkészült, Szent Mihálynak szentelt dióspusztai kápolnát 2005-ben felújították. Ekkor került bele az 1951-ben elbontott Regnum Marianum kisharangja. A kápolna másik harangját 1923-ban öntötte Rugler Ignácz, Pécsett. A kápolna falát díszíti a Feszty Árpád Kálvária egyik, három kisebb képből álló reprodukciója, tabernákuluma faragott; az oltárképet Molnár József festette.
Somogyapáti református kisebbsége haranglábat állított fel a faluban.

### Halastó
A '60-as években egy völgyzáró gát építésével egy – építésekor a Dél-Dunántúl második legnagyobb, Somogyviszló területére is átnyúló – 105 hektáros víztározót létesítettek a Keleti-Gyöngyösön, öntözési célokra. Eredeti térfogata 2 300 000 köbméter, átlagos mélysége 2,2 méter. Jelenleg csak halastóként használatos. A helyi vadásztársaság vadászházat építtetett mellette; ennek udvarán került felállításra a Szigonyos nevű, egy 18. századi pákászt ábrázoló faszobor, Horváth-Béres János alkotása.

### Faragványok
A művelődési ház udvarán egy székelykaput és 3, a testvértelepüléseket jelképező kopjafát állítottak fel 2000-ben.

### Nevezetes lakói
- Demjén Ferenc, énekes-szövegíró;[51]
- Dr. Muskát József, Batthyány-Strattmann László Emlékdíjjal és Köztársasági Elnöki Aranyéremmel kitüntetett orvos.[33][52]

## Testvértelepülések
- Körtvélyfája, Románia, 1999-től;[36]
- Turanovac, Horvátország.[53]

## Forrásművek
- www.nemzetijelkepek.hu - Somogyapáti Archiválva 2009. február 21-i dátummal a Wayback Machine-ben; a címerkép leírásához